# Емелина, Ангелина Александровна
Ангелина Александровна Емелина (род. 10 июня 1998, Нижний Новгород) — российская волейболистка, нападающая-доигровщица. 

## Биография
Начала заниматься волейболом в 2010 году в нижегородской СДЮСШОР № 4. Первый тренер — А. Ф. Мирошниченко. В 2012 была принята в команду «Луч» (Москва), являвшуюся базовой для юниорской сборной России. В 2016 вернулась в Нижний Новгород и заключила контракт с местной «Спартой». В 2020—2021 играла в Чехии за «Дуклу» из Либереца, с которой выиграла «золото» чемпионата и «серебро» Кубка Чехии. С 2021 — вновь в нижегородской «Спарте», в составе которой дебютировала в суперлиге чемпионата России. С 2023 — игрок саратовского «Протона». С 2024 выступала за «Заречье-Одинцово» и «Спарту», а в 2025 заключила контракт с ВК «Динамо-Метар».
В 2015 выступала за юниорскую сборную России, в составе которой стала чемпионкой Европы среди девушек, а также приняла участие в чемпионате мира среди девушек и Европейском юношеском Олимпийском фестивале.  

### Клубная карьера
- 2012—2016 —  «Луч» (Москва) — высшая лига «Б».
- 2016—2020 —  «Спарта» (Нижний Новгород) — высшая лига «А».
- 2020—2021 —  «Дукла» (Либерец) — экстралига.
- 2021—2023 —  «Спарта» (Нижний Новгород) — суперлига.
- 2023—2024 —  «Протон» (Саратов) — суперлига;
- 2024 —  «Заречье-Одинцово» (Московская область) — суперлига.
- 2024—2025 —  «Спарта» (Нижний Новгород) — суперлига;
- с 2025 —  «Динамо-Метар» (Челябинск) — суперлига.

## Достижения

### Со сборной
- чемпионка Европы среди девушек 2015.

### Клубные
- победитель (2019) и бронзовый призёр (2016) чемпионатов России среди команд высшей лиги «А».